# 장재봉
장재봉(張在奉, 1896년 ~ 1966년)은 대한민국의 민속 예술인이다. 경남 충무에서 출생하였으며, 어릴 적 형으로부터 오광대 탈춤을 배웠다. 그 후 1945년에 통영 오광대를 부활시키고 이를 보존하여 1964년에 눌원 문화상을 수상하였다. 그 해 12월 오광대가 무형문화재로 지정되자 제1급 무형문화재 보유자가 되었다. 이 밖에도 문둥탈, 말뚝이, 비비 양반 등에 특기가 있었다.